# Verosha Aniseya
Verosha Aniseya es un personaje ficticio perteneciente al universo Star Wars.
El personaje fue interpretado por Amandla Stenberg en la serie web de Disney+ The Acolyte.

## Concepto y creación
Verosha Aniseya apareció por primera en la serie web de Disney+ The Acolyte, siendo además el personaje principal de la serie, interpretada por Amandla Stenberg al igual que su hermana gemela Mae-ho.
Tras el final de la serie, Manny Jacinto, quién interpreta a Qimir en la serie, afirmó que creía que su personaje desarrollaría una relación romántica con Osha en la segunda temporada.

En los fan art que he visto, hay una buena cantidad de cosas que implican... algo entre Osha y el Extraño. Creo que eso es algo que la gente ha estado anhelando en este género, o al menos en esta propiedad intelectual, y me encanta que la gente se esté centrando en ello y fomentándolo.

Así que creo que la gente puede esperar más de eso. Posiblemente si la gente lo quiere, podemos explorarlo en una temporada posterior.

## Biografía ficticia

### Infancia
Aniseya, líder de un aquelarre de brujas, creó a Osha y Mae alrededor del 156 ABY junto con Koril, quien las llevó en su vientre y las dio a luz. Criadas en una aldea secreta en el planeta Brendok, eran las únicas niñas allí. Aniseya y Koril discutían sobre cómo criarlas, con Aniseya siendo indulgente y Koril más estricta. Aniseya entrenó a las niñas en el uso de la Fuerza, llamada "el Hilo", pero Osha, a diferencia de Mae, soñaba con una vida fuera de Brendok y registraba sus pensamientos en un diario privado.
Aniseya entrenó a Osha y Mae en el uso de la Fuerza, llamada "el Hilo". Sin embargo, Osha soñaba con una vida fuera de Brendok, a diferencia de Mae. Pasaba tiempo sola bajo un árbol de bunta y escribía sus pensamientos en un diario secreto.

### Masacre de Brendok
En el 148 ABY, cuando las gemelas tenían ocho años, iban a convertirse en brujas en el Rito de Ascensión. Osha no quería participar, pero Aniseya y Mae la convencieron. Durante la ceremonia, Aniseya convirtió a Mae en bruja, pero un grupo de caballeros Jedi irrumpió en la fortaleza antes de que pudiera completar la ascensión de Osha.
Los Jedi buscaban a las niñas del aquelarre para evaluar su potencial con la Fuerza. Aunque las brujas intentaron esconderlas, Osha salió a encontrarlos y aceptó ser evaluada. Al día siguiente, Mae falló intencionalmente la prueba como le indicó Aniseya, pero Osha se esforzó y confesó que quería unirse a la Orden Jedi.
Dentro de la fortaleza, Mae amenazó a Osha por querer abandonar el aquelarre, la encerró en su habitación y quemó su diario, provocando un incendio. Osha logró escapar, pero el fuego se extendió y destruyó la aldea. En un puente dañado, Osha encontró a Mae, pero el puente colapsó y Osha creyó que su hermana había muerto. Sol usó la Fuerza para salvar a Osha, mientras que Indara mató accidentalmente a las brujas, quienes estaban controlando mentalmente a Kelnacca para atacar a Sol y Torbin, después de que estos hubiesen interrumpido en el templo. Durante años, Osha culpó a Mae por la destrucción y pensó que estaba muerta, hasta que Mae reapareció como una asesina misteriosa.

## Recepción
La historia de origen de Verosha y Mae, mostrada en el tercer episodio de la serie, en la cual se revela que estas nacieron a través de la Fuerza fue duramente criticada por algunos seguidores de la franquicia, quienes defendieron que los paralelismos de las gemelas con el personaje de Anakin Skywalker le arrebataban a este parte de su relevancia como elegido.